# 遠交近攻
遠交近攻（えんこうきんこう）は、兵法三十六計の第二十三計にあたる戦術。「遠きに交はり近きを攻む」と訓読し、「遠い国と親しくし近くの国を攻略する」という意味。

## 概要
中国の戦国時代では諸国は絶えず戦争を続けていたが、多くの国々が分立していたため、一国を攻める場合には複数の国々が同盟を組み、攻める国を二正面戦争状態にさせ、一国を攻めた後に得られた戦果は分担するのが慣わしであった。遠方との緊密な連絡を確保するのが難しい前近代においては、通常その場合に同盟相手として選ばれるのは自国と隣接した国であった。しかし近隣の同盟国と共同して遠方の他国に攻め込み、そこから領地を得られたとしても、それは飛び地となってしまう場合が多い。このため領地の維持が難しく、結局はすぐまた領地を取り返されてしまっていた。中国は広大な大陸国家であるので、飛び地の領土経営・管理防衛は本国からでは非常に難しかったのである。
范雎は諸国を遊説し、はじめ魏の大夫に仕えたが、異心があると疑われて、秦に逃れ、昭襄王に仕えて遠交近攻を説いた。すなわち、遠い国と同盟を組んで隣接した国を攻めれば、その国を滅ぼして領地としても本国から近いので防衛維持が容易である。この方策に感銘を受けた昭襄王は范雎を宰相にして国政を預けた。
遠い斉や楚と同盟し、近い韓、魏、趙を攻めた秦は膨張を続け、やがて六国を平定して中国大陸の統一を成し遂げた。
このように遠くの相手と手を結んで近くの敵を片付ける政策を遠交近攻という。